# Erich Kleinschuster
Erich Kleinschuster  (né le 23 janvier 1930 à Graz et mort le 12 septembre 2018) est un tromboniste autrichien de jazz.

## Biographie
Erich Kleinschuster étudie en même temps le droit, le piano et le trombone au Conservatoire. Il commence sa carrière de musicien comme tromboniste dans le petit orchestre de danse de Radio Graz et dans le Fridl Althaller Combo. 
Après avoir été membre de l'International Youth Band au Newport Jazz Festival de 1958, le docteur en droit décide de devenir musicien professionnel. Dans les années 1960, il joue dans les orchestres de Johannes Fehring, Friedrich Gulda et dans le Clarke-Boland Big Band. En 1966, il fonde son sextet avec d'abord Art Farmer, Fritz Pauer, Jimmy Woode et Erich Bachträgl, enregistre avec Joe Henderson, Carmell Jones, Clifford Jordan ou Jimmy Heath.
De 1971 à 1981, il est producteur pour l'ÖRF de musique légère et dirige le big band de l'institution jusqu'à sa dissolution en 1982. En 1972, il appartient au George Gruntz Concert Jazz Band. En 1972 et en 1976, il dirige l'orchestre du Concours Eurovision de la chanson pour l'Autriche représentée par Milestones et Waterloo & Robinson.
En 1969, il fonde l'institut de jazz du Konservatorium Wien. En 1981, il devient professeur de l'université de musique et de spectacle vivant de Graz.